# 醇賢親王嫡福晋
醇賢親王嫡福晋婉貞（えんてい、道光21年7月28日(1841年9月13日) - 光緒22年5月8日(1896年6月17日)）は、清の皇族愛新覚羅奕譞の嫡福晋（正妃）。清の第11代皇帝光緒帝の生母。姉は同治帝の生母西太后。幼名は蓉児。

## 生涯
道光21年（1841年）7月28日、婉貞は生まれた。父は道員である惠徵、姉は西太后であり、一家は北京の西四牌楼劈柴胡同（現在の西城区）に住んでいた。
15歳のとき、八旗の慣例に従い宮廷の選秀（後宮入りを決める選抜試験）に参加したが落選し、家で待機することとなった。当時、姉の西太后はまだ懿貴妃であり、咸豊帝の寵愛を受けていた。
咸豊10年（1860年）、咸豊帝の弟である奕譞は皇命により、懿貴妃の実妹である婉貞と結婚し、彼女は奕譞の嫡福晋（正妻）となった。翌年、夫の奕譞は西太后のクーデター（辛酉政変）を支援し、その結果、夫妻の地位は向上した。
結婚後、婉貞は奕譞との間に4人の息子と1人の娘を産んだが、成人したのはただ1人、載湉のみであった。西太后が産んだ同治帝が崩御すると、西太后は載湉を皇帝に立て、光緒帝とした。しかし、以降20年間、婉貞と光緒帝は一度も顔を合わせることが出来ず、そのため光緒帝に対してわだかまりや憎しみを抱くようになり、ついには姉妹の仲が決裂するに至った。
光緒12年（1886年）、西太后は彼女に杏黄色の轎（きょう、皇族専用の輿）を贈ったが、福晋は「性格が謙虚で慎み深く、宮廷内では使用しなかった」と記録されている。しかし、実際には、彼女はまだ姉に対する怒りを抱えており、好意を拒絶した可能性もある。
光緒16年（1890年）、夫の奕譞が亡くなり、側福晋であった劉佳氏の子・載灃が醇親王の爵位を継承した。

## 死
光緒22年（1896年）4月下旬、醇賢親王嫡福晋は重病にかかり、西太后はついに彼女と光緒帝が対面することを許可した。光緒帝は西太后と共に4度、醇王府を訪れて見舞った。
同年5月8日、醇賢親王嫡福晋は肝病のため薨去した。光緒帝は「陀羅経被を賜るよう命じ、当日に自ら弔問に赴いた」。また「邸宅に赴き、喪服を着て礼を行った」。大学士の崑岡、礼部尚書の懷塔布、総管内務府大臣の文琳、工部右侍郎の英年を喪儀の担当に任命した。光緒帝は11日間、朝議を取りやめた。
西太后の懿旨により、醇賢親王嫡福晋は「皇帝の生母」と称されることとなった。
その後、側福晋であった劉佳氏は孫の溥傑にこう回想している。
「慈禧太后(西太后)は自ら王府に来て、妹の死を嘆き悲しんでいた。しかし、彼女の妹が亡くなり、お前の父である載灃が王爵を継承したことで、太后は激しい嫉妬に駆られた。そして、あらゆることで難癖をつけ、私たちは皆、恐れおののいた。太后は怒りの声で、王府内で最も豪華な宝飾品や簪などをすべて、お前の嫡祖母（福晋）の棺に入れるよう命じた。私たちには何一つ良いものを残さないためだった……」。
光緒34年（1908年）10月、息子である光緒帝が崩御すると、その庶弟である載灃の子・溥儀が皇帝に即位した。同年11月3日（1908年11月26日）、清朝は慈禧太后の遺詔を発布し、四季の祭祀で供物を捧げることを定めた。溥儀の祖父である醇賢親王は「本生祖考 醇賢親王」、その嫡福晋は「本生祖妣 醇賢親王嫡福晋」と称された。